# Crise em Honduras em 2009–2010

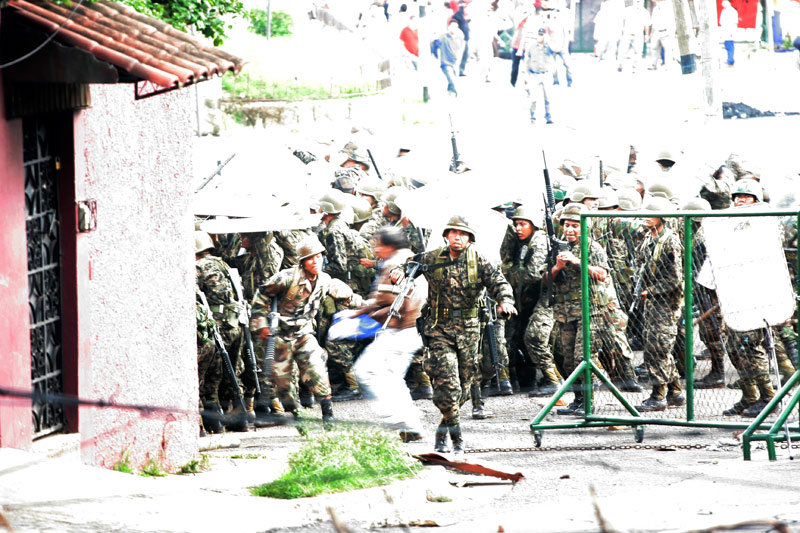
Confronto entre os manifestantes pró-Zelaya e os militares hondurenhos.

A crise hondurenha de 2009–2010 refere-se a uma grave crise política ocorrida em Honduras provocada pelo golpe que destituiu o presidente Manuel Zelaya em 28 de junho de 2009 que resultaria em manifestações e confrontos de rua entre partidários pró e contra Zelaya. A questão política hondurenha também culminaria numa crise diplomática entre Honduras e o Brasil.
O presidente hondurenho, Manuel Zelaya, planejava realizar uma votação sobre um referendo em uma assembleia constituinte para alterar a constituição. A maioria do governo, incluindo a Suprema Corte e membros proeminentes do próprio partido de Zelaya, consideraram esses planos inconstitucionais, já que poderiam levar à reeleição presidencial, que era proibida pela constituição hondurenha. A Suprema Corte de Honduras confirmou uma liminar de primeira instância contra a votação de 28 de junho. No entanto, o processo constitucional para lidar com esta situação não era claro; não havia procedimentos claros para destituir ou processar um presidente em exercício. A crise culminou com a remoção e o exílio do presidente hondurenho Manuel Zelaya pelos militares hondurenhos por meio de um golpe de Estado.
Na manhã de 28 de junho de 2009, aproximadamente 100 soldados invadiram a residência do presidente em Tegucigalpa e o colocaram em um avião para San José, na Costa Rica. Zelaya imediatamente chamou isso de "golpe" após sua chegada. Mais tarde naquele dia, o Congresso Nacional sacramentou o golpe aprovando a destituição de Zelaya do cargo após a leitura sem objeções de uma suposta carta de resignação. Zelaya declarou que tal carta foi forjada. Roberto Micheletti, o presidente do Congresso e segundo na linha de sucessão presidencial, foi empossado como presidente interino e declarou um "estado de exceção" suspendendo as liberdades civis em 1 de julho e vários toques de recolher foram impostos, alguns em todo o país.
Esses eventos ganharam uma condenação generalizada como um golpe de Estado. As Nações Unidas, a Organização dos Estados Americanos (OEA), e a União Europeia condenaram a destituição de Zelaya como um golpe de Estado. A OEA rejeitou uma tentativa de Honduras de retirar-se da organização e depois suspendeu a adesão de Honduras no dia seguinte.
Em 21 de setembro de 2009, Zelaya retornou em segredo a Honduras, depois que várias tentativas de retorno foram rejeitadas. Foi anunciado que ele se encontrava na Embaixada do Brasil em Tegucigalpa. No dia seguinte, o governo Micheletti declarou estado de emergência e suspendeu cinco direitos constitucionais por 45 dias, especificamente: liberdade pessoal (artigo 69), liberdade de expressão (artigo 72), liberdade de circulação (artigo 81), habeas corpus (artigo 84), liberdade de associação e reunião. O decreto que suspendeu os direitos humanos seria oficialmente revogado em 19 de outubro de 2009 no La Gaceta.
Os esforços do presidente costarriquenho Óscar Arias e dos Estados Unidos  para obter uma solução diplomática entre Micheletti e Zelaya resultaram inicialmente em uma proposta do presidente Arias pedindo o retorno de Zelaya à presidência, embora com poderes reduzidos. A proposta de Arias também estipulava uma anistia política e alterava em um mês as eleições gerais hondurenhas, estimulando-as a ocorrer em outubro. Os Estados Unidos apoiaram o Acordo de San José, mas as negociações finalmente fracassaram. As duas partes não estavam dispostas a chegar a um acordo duradouro.
Zelaya (eleito em janeiro de 2006) insistiu que as eleições de 29 de novembro não deveriam ser uma pré-condição para seu retorno ao poder.
Os líderes hondurenhos recusaram-se a restabelecer Zelaya antes das eleições, não obstante o apoio internacional às eleições permaneceu escasso até a votação. Muitos hondurenhos procuraram ultrapassar a crise com as eleições, que haviam sido marcadas antes da deposição de Zelaya. Zelaya pediu um boicote da votação.
A crise chegou ao fim com a posse do presidente recém-eleito Porfirio Lobo, em 27 de janeiro de 2010. Um acordo permitiu que Zelaya saísse da embaixada brasileira e fosse para o exílio na República Dominicana.

## Eventos

### Medidas de emergência pelo novo governo
O presidente de facto Roberto Micheletti, ordenou um toque de recolher que inicialmente durou 48 horas entre a noite de domingo (28 de junho) e a terça-feira (30 de junho). A lei do toque de recolher não foi publicada no diário oficial La Gaceta e não foi aprovada pelo Congresso. Originalmente, o toque de recolher decorreu entre 21h00 às 6h00 da manhã. Esse toque de recolher foi estendido, alterado ou renovado várias vezes, de forma "arbitrária" conforme considerado pela Anistia Internacional e pela Missão Internacional de Observação. Em 1º de julho, o Congresso emitiu uma ordem (decreto executivo N° 011-2009) que estendeu as restrições entre as 22h00 e as 5h00, hora local, e também suspendeu quatro garantias constitucionais, incluindo liberdade de trânsito, devido processo legal, e liberdade para busca e apreensão injustificadas.
Os embaixadores de Cuba, Venezuela e Nicarágua afirmaram que em 29 de junho foram detidos e espancados por tropas hondurenhas antes de serem libertados. Além disso, vários aliados de Zelaya foram levados sob custódia pelos militares. Entre eles estavam: a ministra das Relações Exteriores Patricia Rodas; o prefeito da cidade de San Pedro Sula Rodolfo Padilla Sunseri; vários congressistas do Partido da Unificação Democrática (PUD); e vários outros funcionários do governo. Uma dúzia de ex-ministros do governo de Zelaya, bem como o candidato presidencial do PUD  César Ham se esconderam. Um canal de mídia estatal venezuelano alegou que Tomás Andino Mencías, um membro do partido, disse que os legisladores do PUD foram levados pelos militares quando tentaram entrar no prédio do parlamento para a votação da deposição de Zelaya.
Várias estações de televisão, estações de rádio e sites jornalísticos foram temporariamente fechados. O Miami Herald informou que a "repressão à mídia" começou antes do amanhecer do dia 28. Afirmou que apenas emissoras pró-Micheletti podiam transmitir e que as mesmas traziam apenas notícias amigáveis ao novo governo. O pessoal da Associated Press foi detido e removido de seu hotel, mas depois liberado. Vários repórteres locais e fontes da mídia informaram sobre assédio e restrições. Alejandro Villatoro, diretor da Radio Globo, disse que foi preso e "sequestrado" por algumas horas pelos militares.

### Manifestações e tentativas de mediação

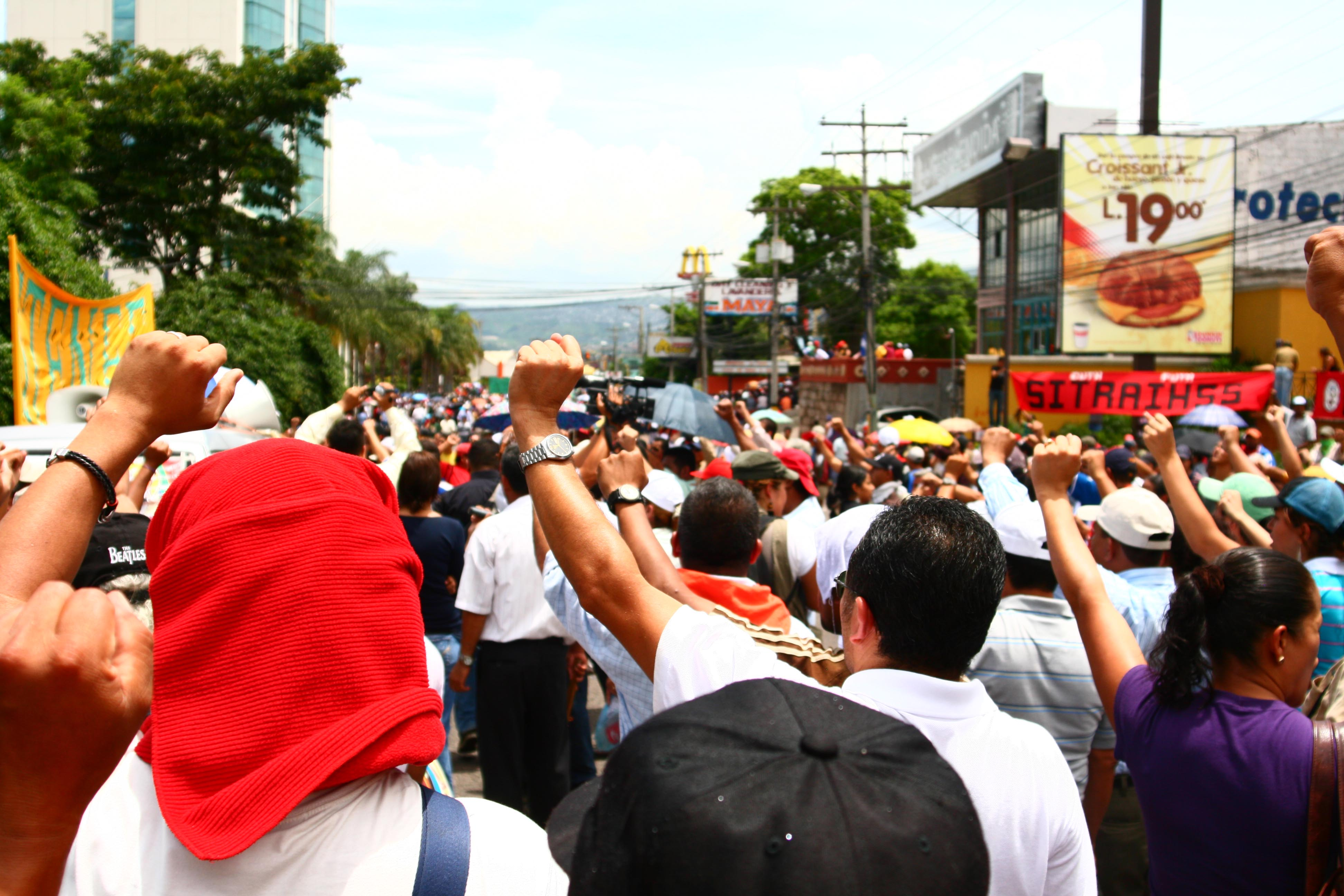
Manifestantes pró-Zelaya marchando em Tegucigalpa.

Os protestos contra o golpe começaram quase que imediatamente, quando vários milhares de simpatizantes de Zelaya se reuniram perto do Palácio Presidencial, confrontando soldados que escoltavam o edifício e incendiando pneus. Em resposta aos protestos diários pró-Zelaya, o Congresso aprovou um decreto em 1 de julho que aplicou um toque de recolher noturno e permitiu que as forças de segurança prendessem pessoas em casa e as mantivessem detidas por mais de 24 horas.
Em 30 de junho, a Assembleia Geral das Nações Unidas aprovou por unanimidade uma resolução que pedia a reintegração de Zelaya como presidente de Honduras. Zelaya discursou à frente da Assembleia Geral, onde foi aplaudido várias vezes. Em seu discurso, Zelaya prometeu não buscar outro mandato como presidente e afirmou que não aceitaria um segundo mandato caso fosse convidado a governar novamente.
No dia 30 de junho também ocorreu a primeira manifestação em apoio à destituição de Zelaya na capital, quando milhares de oponentes de Zelaya foram para a praça principal. Roberto Micheletti fez uma aparição e afirmou que as eleições gerais de novembro seriam realizadas como previsto e que um novo presidente será empossado em 27 de janeiro de 2010. O general Romeo Vásquez Velásquez também participou e discursou no comício.

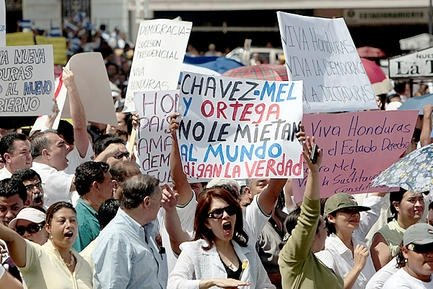
Manifestantes antiZelaya em Tegucigalpa.

Honduras foi formalmente suspensa da Organização dos Estados Americanos em 4 de julho, depois que o governo Micheletti ignorou um ultimato da OEA para restabelecer Zelaya como presidente. O secretário-geral da OEA José Miguel Insulza, chegou a Honduras no dia anterior para negociar o retorno de Zelaya.
Em 5 de julho, Zelaya, acompanhado por vários embaixadores e pelo presidente da Assembleia Geral das Nações Unidas, partiu do Aeroporto Dulles, em Washington, com um avião de propriedade da Citgo, subsidiária da PDVSA venezuelana, esperando pousar na capital hondurenha. Depois de tentar pousar sem um plano de voo, o avião de Zelaya foi forçado a desviar sua rota uma vez que caminhões e soldados foram estacionados na pista de pouso. Após uma parada em Manágua, onde se encontrou com o presidente da Nicarágua, Zelaya finalmente desembarcou em San Salvador, onde realizou uma coletiva de imprensa ao lado dos presidentes de El Salvador, Equador, Argentina e Paraguai, além dos dirigentes da OEA e da Assembleia Geral da ONU. Durante a aproximação do avião de Zelaya ao aeroporto houve confrontos entre partidários do primeiro, que aguardavam sua chegada, e o exército hondurenho. Esses confrontos resultaram em duas mortes de civis e vários feridos. Mais tarde, o governo de facto ampliou um toque de recolher e fechou o Aeroporto de Toncontin.
Zelaya se reuniu com a secretária de Estado dos Estados Unidos Hillary Clinton, em Washington, no dia 7 de julho. Nesta reunião, Zelaya concordou com uma proposta apoiada pelos Estados Unidos para negociações com representantes do governo Micheletti na Costa Rica, marcadas para 9 de julho. As conversações, com o presidente da Costa Rica Óscar Arias, servindo como mediador, não tiveram sucesso, já que os dois lados permaneceram distantes de um acordo com os líderes regionais. Os participantes só concordaram em se encontrar novamente em algum momento no futuro, quando Zelaya deixou a Costa Rica para reunir mais apoio internacional.
Enquanto isso, Micheletti anunciou que aceitou a renúncia de seu ministro das Relações Exteriores Enrique Ortez Colindres, que, em uma entrevista televisiva, chamara o presidente estadunidense Barack Obama de "um negrinho que não sabe de nada sobre nada". A embaixada dos Estados Unidos em Honduras condenou veementemente os comentários, que Micheletti descreveu como "um epíteto escandaloso". No entanto, Micheletti imediatamente reintegrou Ortez como Ministro de Governo e Justiça.
Em meados de julho o cardeal católico hondurenho Óscar Rodríguez Maradiaga declarou apoio a deposição de Zelaya do cargo, afirmando que Zelaya agora "não tinha nenhuma autoridade, moral ou legal", embora se opusesse a sua expulsão do país. Em 15 de julho de 2009, o presidente interino Roberto Micheletti declarou que estaria preparado para renunciar "se em algum momento caso essa decisão for necessária para trazer paz e tranquilidade ao país, mas sem o retorno, e enfatizo isso, do ex-presidente Zelaya."
Em 16 de julho, o presidente Óscar Arias afirmou que possuía um mandato de 34 governos mundiais para restaurar a ordem constitucional em Honduras, o que significava restaurar o presidente Zelaya. Ele rejeitou a proposta de Micheletti de renunciar caso Zelaya não voltasse ao poder e disse: "veremos se podemos falar de uma anistia, e para quem, sobre os crimes políticos". "Zelaya deve abandonar seu objetivo de instalar uma quarta urna", continuou ele. Arias indicou que pretendia propor um governo de reconciliação dirigido por Zelaya combinado com uma anistia política.
Enquanto isso, as manifestações pró e antiZelaya continuaram quase diariamente em todo o país profundamente polarizado.

### Atividades de desestabilização
Segundo a mídia local e a polícia hondurenha, o território hondurenho, especialmente a capital, foi vítima de atentados contra instituições e empresas, com o objetivo de provocar comoção na sociedade e instabilidade no novo governo. Estes seriam supostamente realizados por cidadãos estrangeiros e por apoiantes nacionais do presidente deposto.
Essas atividades de desestabilização incluiriam a detonação de quatro bombas em edifícios da capital, além de outra que foi desmantelada na sede da Suprema Corte de Justiça. As autoridades também incluíram nas atividades de desestabilização os protestos contra o golpe, a quebra de vidraças, pichações de muros e saques de comércios.

#### Venezuela, Nicarágua e Cuba
Após o exílio de Zelaya, Hugo Chávez alegou que o embaixador venezuelano foi agredido por soldados hondurenhos e afirmou que se o embaixador fosse morto ou a embaixada venezuelana fosse violada, isso constituiria um ato de guerra que exigiria resposta militar. Em 2 de julho, a polícia hondurenha prendeu vários cubanos e nicaraguenses presentes em manifestações, e fontes policiais afirmaram que os venezuelanos estavam ativos no movimento antigolpe.
Em 8 de julho, a Colômbia prendeu 80 venezuelanos que tentaram viajar para Honduras. Em 27 de julho, a polícia confiscou um livreto em um carro de propriedade de Carlos Eduardo Reina, um líder do movimento pró-Zelaya, que supostamente continha uma lista de quinze recibos, datados de 24 de julho, e referências a uma reunião perto da fronteira com a Nicarágua. As receitas totalizaram  160 mil dólares norte-americanos. Hugo Chávez supostamente fez pagamentos aos embaixadores de Honduras.
Em outubro de 2009, Daniel Ortega sugeriu que a "Resistência" estaria buscando por armas e centros de treinamento. Hugo Chávez disse: "Estou apenas avisando... ninguém deve se surpreender se houver um movimento armado nas montanhas de Honduras".

### Oposição ao novo governo
Grande parte da oposição ao governo de facto de Micheletti e suas ações foram coordenadas através de uma ampla coalizão de organizações grassroots e partidos políticos e movimentos anteriormente conhecidos como Frente Nacional de Resistencia Contra el Golpe de Estado (FNGE), atualmente Frente Nacional de Resistência Popular. A FNGE pretendia restaurar o presidente eleito Manuel Zelaya em substituição ao governo de facto de Roberto Micheletti, que foi percebido pelas organizações participantes como uma ditadura, considerando as violações documentadas dos direitos humanos desde o golpe de Estado  e o reaparecimento de figuras envolvidas em desaparecimentos e tortura no golpe de Estado anterior. A FNGE apoiava um processo de democracia participativa que deveria conduzir a uma assembleia constituinte nacional.

### Denúncias sobre violações dos direitos humanos
Vários grupos publicaram relatórios, incluindo COFADEH, Federação Internacional de Direitos Humanos, "La Misión Internacional de Solidaridad, Observación y Acompañamiento a Honduras", "Quixote Center Emergency Delegation of Solidarity, Accompaniment and Witness", Amnesty International, Comissão Interamericana de Direitos Humanos (IACHR), e Human Rights Watch que documentaram casos de violência sexual, uso excessivo de força militar, detenções arbitrárias, ameaças sob a mira de armas contra juízes responsáveis por habeas corpus e espancamento de membros da mídia e várias mortes e desaparecimentos alegadamente atribuíveis ao governo de facto.
Durante ou pouco antes de 4 de agosto de 2009, a Comissão Nacional de Telecomunicações (CONATEL) rescindiu os direitos de frequência de transmissão da Radio Globo.
O grupo de liberdade de imprensa baseado em Paris Repórteres Sem Fronteiras divulgou um comunicado em 29 de junho afirmando que "a suspensão ou fechamento de meios de transmissão locais e internacionais indica que os líderes golpistas querem esconder o que está acontecendo." Carlos Lauría, do Committee to Protect Journalists de Nova York, disse: "o governo de facto claramente usou as forças de segurança para restringir as notícias... os hondurenhos não sabiam o que estava acontecendo. Eles claramente agiram para criar um vácuo de informações para manter as pessoas inconscientes do que realmente estava acontecendo." No entanto, numa entrevista publicada em 9 de julho de 2009 no Washington Post, Ramón Custodio López, ombudsman de direitos humanos de Honduras, disse não ter recebido nenhuma queixa oficial de jornalistas.
Em 21 de agosto de 2009, a Comissão Interamericana de Direitos Humanos (CIDH) enviou uma delegação de seis membros que denunciou as acusações recebidas. A delegação foi informada de supostos confrontos violentos e prisões arbitrárias. Alguém até acusou a polícia de estupro. Alguns alegaram que os juízes foram ameaçados "à mão armada". Segundo as denúncias recebidas, 3.500 e 4.000 pessoas foram presas. A CIDH também recebeu acusações de que o governo ameaçou, deteve e espancou membros da mídia. Com base nas declarações que recebeu, a delegação concluiu que havia "uma atmosfera de intimidação que inibe o livre exercício da liberdade de expressão". No mesmo dia, 93 acadêmicos e autores, em sua maioria de universidades dos Estados Unidos, criticaram a falta de declarações e relatórios da Human Rights Watch sobre Honduras entre 8 de julho e 21 de agosto. Quatro dias depois, a Human Rights Watch publicou um resumo do relatório da CIDH e declarou que havia publicado relatórios até 8 de julho e que os defensores dos direitos humanos haviam encorajado a CIDH a "intervir diretamente". ABC News afirmou que a HRW tinha "encomendado" o relatório da CIDH.
Confrontos violentos com a mídia continuaram tanto pelos apoiantes como pelos opositores de Zelaya durante a semana de 12 de agosto de 2009.
Em 10 de outubro, os líderes hondurenhos implementaram novas regras que ameaçam as emissoras com o encerramento de reportagens que "atacam a segurança nacional", restringindo ainda mais a liberdade da mídia após o fechamento de duas estações de oposição.

### Retorno secreto de Zelaya a Honduras e crise diplomática com o Brasil
Zelaya fez duas tentativas iniciais para retornar ao seu país, que foram repelidas. Em 5 de julho, tentou voltar de avião e o governo Micheletti respondeu fechando o Aeroporto Internacional Toncontín e enviando os militares para vigiar as pistas. Quando milhares de simpatizantes de Zelaya se reuniram no aeroporto para encontrá-lo, uma pessoa foi confirmadamente morta e dezenas ficaram feridas, quando "vários soldados atravessaram [a multidão] e começaram a disparar indiscriminadamente".
Em 26 de julho, Zelaya entrou brevemente em território hondurenho, em uma fronteira entre Honduras e Nicarágua, perto de Las Manos, no departamento de El Paraíso.
Em 21 de setembro de 2009, Zelaya e sua esposa chegaram à embaixada do Brasil em Tegucigalpa. Zelaya afirmou que para chegar à embaixada viajou pelas montanhas por quinze horas e tomou estradas para evitar postos de controle, mas não declarou de que país entrou em Honduras. Ele afirmou ao Canal 36 "estou aqui em Tegucigalpa. Estou aqui para a restauração da democracia, para pedir o diálogo".
Michelletti inicialmente negou que Zelaya tivesse retornado. Depois de admitir o retorno, emitiu um toque de recolher e pediu ao governo brasileiro que colocasse Zelaya em custódia hondurenha para ser levado a julgamento. O ministro das Relações Exteriores do Brasil Celso Amorim afirmou que o Brasil não ajudou no retorno de Zelaya.

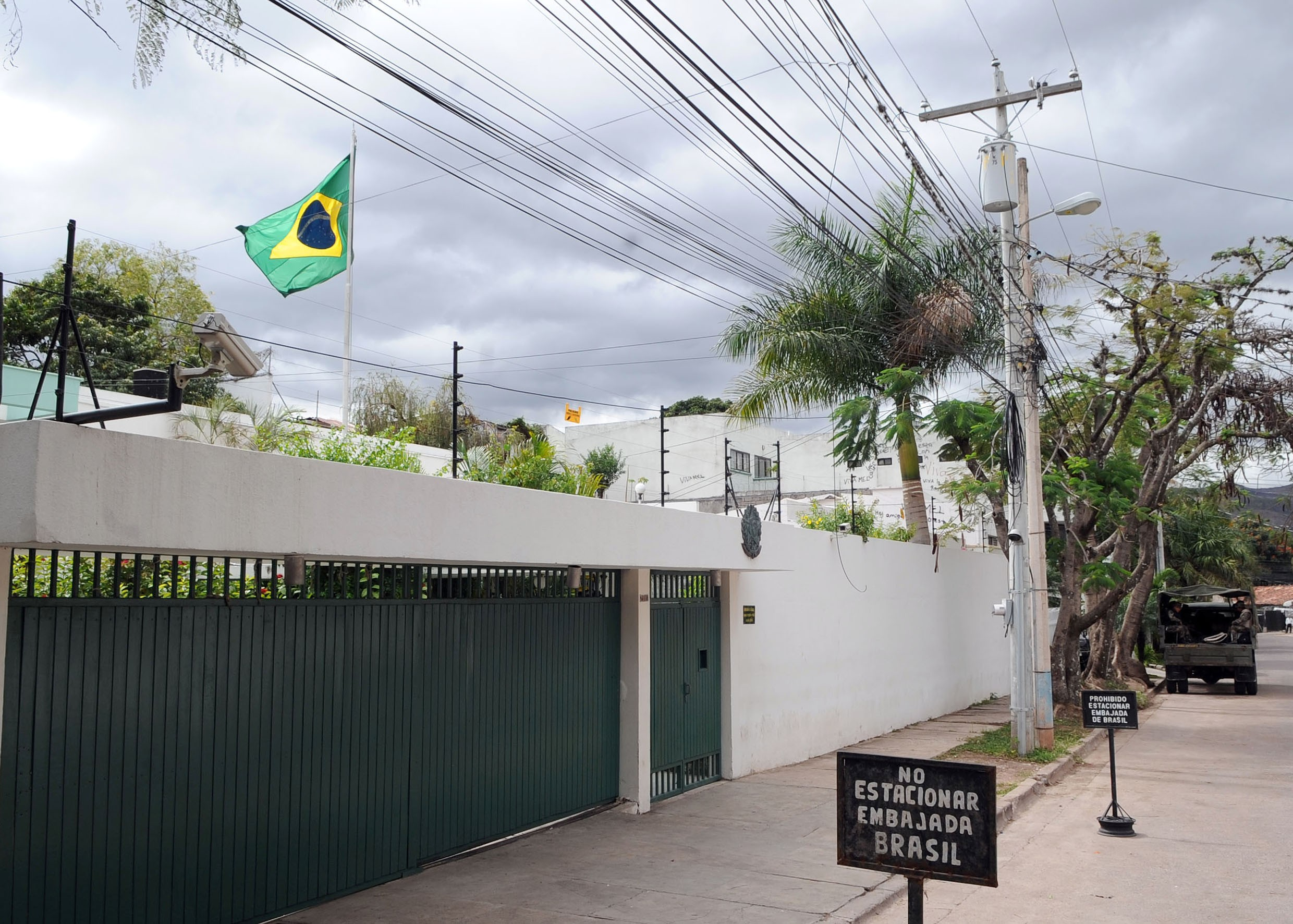
Prédio da embaixada brasileira em Tegucigalpa.

Milhares de partidários de Zelaya logo se reuniram em torno da embaixada. O vice-ministro de Segurança, Mario Perdomo, ordenou a colocação de postos de controle nas rodovias que levam a Tegucigalpa para "impedir que essas pessoas causem problemas". O ministro da Defesa Lionel Sevilla suspendeu todos os voos para Tegucigalpa. No final daquele dia, as forças de segurança hondurenhas usaram gás lacrimogêneo e cassetetes para dispersar a multidão do lado de fora da embaixada brasileira. O governo interino também cercou a área com militares e várias agências informaram que 'homens encapuzados' invadiram o prédio ao lado da embaixada. Cerca de 50 partidários pró-Zelaya foram feridos pela polícia.
A eletricidade foi cortada para a área das embaixadas e para o Canal 36; no entanto, a Radio Globo enviou uma transmissão que incluía um pedido por geradores e uma promessa do chefe do sindicato dos trabalhadores do setor elétrico de enviar técnicos que em breve levariam a energia a ser restaurada de imediato para a área. O toque de recolher foi estendido até às 18:00 do dia seguinte, uma medida drástica, medida porque significa que todos os locais de trabalho serão fechados durante o dia.
Instalado dentro da embaixada, Zelaya reclamou do assédio do governo Micheletti, auxiliado por mercenários israelenses, alegando terem instalado um jammer para telefone celular, que mostrou à imprensa, e que os ocupantes da embaixada foram agredidos com gases tóxicos e radiação, que supostamente causaram sangramento no nariz ou no estômago ou sintomas relacionados em mais de 25 pessoas dentro da embaixada.
Em 24 de setembro, o Brasil convocou uma reunião de emergência do Conselho de Segurança das Nações Unidas.  O ministro das Relações Exteriores do Brasil Celso Amorim disse ao Conselho de Segurança que "desde o dia em que abrigou o presidente Zelaya em suas instalações, a embaixada brasileira está praticamente sitiada" e que "foi submetida a atos de assédio e intimidação pelas autoridades de facto". O Conselho de Segurança da ONU defendeu a inviolabilidade da embaixada brasileira e "apelou ao governo de facto de Honduras para cessar o assedio a embaixada brasileira e para fornecer todas as utilidades e serviços necessários, incluindo água, eletricidade, comida e a continuidade das comunicações".
A representante da Anistia Internacional, Susan Lee, descreveu as violações dos direitos humanos pelas forças de segurança de Micheletti após o retorno de Zelaya como "alarmantes". Estas incluíram um "forte aumento dos espancamentos policiais" e centenas de detenções de manifestantes políticos em Honduras, além da intimidação de defensores de direitos humanos pela polícia que lançou bombas de gás lacrimogêneo no edifício da ONG de direitos humanos Comité de Familiares de Detenidos Desaparecidos en Honduras (COFADEH), em um momento em que cerca de uma centena de pessoas estavam no escritório do COFADEH, muitas das quais  para denunciar violações de direitos humanos no início daquele dia. Dezenas de manifestantes detidos foram mantidos em locais de detenção não autorizados em Tegucigalpa, em 22 de setembro. A Anistia Internacional também relatou limites impostos pelas autoridades de facto à liberdade de expressão, nos quais a Radio Globo e o Canal 36 "sofreram paralisações de energia ou interrupções constantes em suas transmissões que os impediram de transmitir".
Susan Lee afirmou que "o único caminho a seguir é que as autoridades de facto interrompam a política de repressão e violência e, em vez disso, respeitem os direitos de liberdade de expressão e associação".
Em 28 de setembro de 2009, após pressão interna e externa, Micheletti declarou que iria suspender seu decreto suspendendo as liberdades civis. Em 2 de outubro de 2009, Micheletti não o fez, mas disse a uma delegação de congressistas republicanos que suspenderia o decreto e restabeleceria as liberdades civis até segunda-feira, 5 de outubro de 2009, de acordo com um porta-voz de um membro da delegação. Em 5 de outubro de 2009, Micheletti afirmou que estava suspendendo o decreto, mas também disse que a mídia pró-Zelaya que havia sido fechada pelo governo de fato, a Radio Globo e a Canal 36, teria que comparecer perante aos tribunais para recuperar suas licenças de transmissão. Em 19 de outubro de 2009, o decreto foi revertido no diário oficial
Ao mesmo tempo inicia-se um conflito diplomático com o Brasil. Em 27 de setembro de 2009, o governo hondurenho lança um ultimato ao Brasil estabelecendo um prazo de dez dias para que o governo brasileiro defina a situação do presidente deposto sob a ameaça de revogar o status diplomático da embaixada do Brasil. O governo hondurenho acusou Zelaya de "usar a embaixada para instigar a violência e a insurreição contra o povo hondurenho e seu governo constitucional". No entanto, o ministério das Relações Exteriores do Brasil declarou que não reconhece o ultimato, uma vez que considera o novo governo ilegítimo, reafirmando ainda que o presidente Luiz Inácio Lula da Silva autorizou Zelaya a permanecer na embaixada "o tempo necessário para restabelecer a ordem". Um mês depois , em 28 de outubro de 2009, o governo liderado por Roberto Micheletti iniciou trâmites para processar o Brasil na Corte Internacional de Justiça de Haia por "ingerência" em seus assuntos internos ao abrigar em sua embaixada o presidente deposto Manuel Zelaya. Tal processo seria removido em 19 de maio de 2010.

### Negociações e acordo
Em 29 de outubro de 2009, o governo de facto de Micheletti assinou um acordo com os negociadores de Zelaya que permitiria ao Congresso hondurenho votar se o presidente destituído seria restaurado e receberia permissão para cumprir os meses restantes de seu mandato. Zelaya optou por não dar uma lista de candidatos ao governo de unidade para Micheletti, argumentando que o Congresso estava adiando inaceitavelmente a votação acordada sobre sua restauração.
Quando Micheletti anunciou que, unilateralmente, havia formado o governo de unidade sem a contribuição de Zelaya, Zelaya declarou o acordo como "morto" no começo de 6 de novembro. Os Estados Unidos enviaram diplomatas para ajudar a ressuscitar o pacto, porém Zelaya insistiu que não aceitaria nenhum acordo para restaurá-lo ao cargo caso isso significasse seu reconhecimento das eleições de 29 de novembro.

### Eleições
Com Micheletti indicando que se afastaria temporariamente para permitir que os eleitores se concentrassem nas próximas eleições presidenciais, e as lideranças do Congresso e do Judiciário se recusando a restabelecer Zelaya antes das eleições, Panamá, Costa Rica, e os Estados Unidos indicaram que apoiariam o resultado, mas o apoio internacional às eleições permaneceu escasso até a votação.
Nos dias que antecederam as eleições, Estados Unidos, Israel, Itália, Colômbia, Panamá, Peru, Alemanha, Costa Rica e Japão também anunciaram suas intenções de reconhecer os resultados das eleições.
Organizações e indivíduos em Honduras, incluindo a Frente Nacional de Resistencia Contra el Golpe de Estado, Marvin Ponce, do Partido da Unificação Democrática, e Bertha Oliva do Comité de Familiares de Detenidos Desaparecidos en Honduras; e internacionalmente, incluindo o Mercosul, a presidente Cristina Kirchner da Argentina e a União de Nações Sul-Americanas, afirmaram que as eleições realizadas em 29 de novembro sob Micheletti não seriam legítimas.
Em 29 de novembro de 2009, a eleição presidencial foi realizada de acordo com a constituição hondurenha. Cinco candidatos concorreram à presidência. Os primeiros retornos indicam que o conservador Porfirio Lobo foi eleito com cerca de 55% dos votos. Os números oficiais para a participação da eleição o colocam em torno de 60%,  que foi posteriormente revisado oficialmente para 49% - um declínio considerável com o comparecimento eleitoral de 55% nas eleições de 2005.
O Parlamento Europeu não enviou observadores. No entanto, observadores foram enviados pelo Partido Popular Europeu, de centro-direita, que relatou um "alto grau de maturidade cívica e um comportamento democrático exemplar" durante as eleições.

### Proposta de reintegração de Zelaya rejeitada pelo Congresso
Em 2 de dezembro, o Congresso Nacional debateu sobre a possível reintegração de Zelaya à presidência. A grande maioria dos legisladores votou contra a reintegração de Zelaya. Os 128 membros do Congresso votaram 111 a 14 contra a reintegração de Zelaya, afirmando sua decisão de 28 de junho. Esta decisão foi tomada como parte do Acordo Tegucigalpa - San José, e exortou a comunidade internacional a respeitar a decisão. Quase todos os congressistas do partido político de Zelaya, bem como o Partido Nacional da oposição votaram contra a reintegração, e apoiaram a vitória de Porfirio Lobo Sosa como o novo presidente de Honduras nas eleições de novembro de 2009.
Zelaya criticou a votação e pediu aos governos que não restabeleçam os laços com o novo governo de Porfirio Lobo. "Hoje, os legisladores a serviço das classes dominantes ratificaram o golpe de Estado em Honduras", afirmou Zelaya em um comunicado divulgado logo após a votação. "Eles condenaram os hondurenhos a existir fora do estado de direito".
Em 4 de dezembro, ativistas liderados por Juan Barahona encerraram os cinco meses de protestos diários que exigiam a reintegração de Zelaya, afirmando que estavam seguindo em frente já que o Congresso votou por manter Manuel Zelaya fora do poder. Juan Barahona, que vinha liderando protestos desde o final de junho, quando Zelaya foi forçado a sair do país, declarou que seus partidários estão "fechando esse capítulo" de sua luta e que era o momento dos hondurenhos que apoiavam as políticas em favor dos pobres e outros temas que Zelaya adotou mudassem seu foco para as eleições de 2014.

### Segundo exílio
Em 20 de janeiro de 2010, a República Dominicana e o presidente eleito Porfirio Lobo concordaram com um acordo que permitiria que Zelaya fosse transportado em segurança da embaixada brasileira em Tegucigalpa, onde estava, para a República Dominicana, quando Lobo tomou posse em 27 de janeiro. Lobo afirmou que garantiria que Zelaya partisse com segurança e "com dignidade". Lobo negociou com o presidente dominicano Leonel Fernández e também discutiu a situação com ex-candidatos presidenciais que assinaram uma declaração sobre o acordo, bem como solicitou que as sanções contra Honduras, como resultado do incidente, fossem suspensas. No dia seguinte, Zelaya concordou com o acordo, enquanto um conselheiro próximo declarou ele permaneceria ativo politicamente  e esperaria voltar mais tarde à atividade política.

### Retorno de Zelaya após a retirada das acusações
Em maio de 2011, um tribunal em Honduras abandonou todas as acusações de corrupção contra Zelaya, permitindo-lhe retornar a Honduras. Ele fez isso em 28 de maio de 2011 para uma enorme recepção no Aeroporto Internacional Toncontin. Em 1º de junho, a OEA votou pela readmissão de Honduras na instituição.